# Cathia Schär
Cathia Schär (* 20. Oktober 2001 in Moudon) ist eine Schweizer Triathletin, Triathlon-Europameisterin U23 (2022) und Olympiateilnehmerin (2024).

## Werdegang
2019 wurde Cathia Schär Schweizer Vizemeisterin Triathlon bei den Juniorinnen.
Sie wurde im Mai 2022 in Polen U23-Europameisterin Triathlon und belegte den dritten Rang in der Eliteklasse der ETU-Sprintdistanz-Europameisterschaft.
Im August 2022 wurde sie Schweizermeisterin Triathlon Sprintdistanz. Im selben Monat belegte die 20-Jährige in München bei der Europameisterschaft auf der Kurzdistanz den 21. Rang und wurde Dritte mit Julie Derron, Simon Westermann und Max Studer im Team der Schweizer Staffel.

### Olympische Sommerspiele 2024
2024 qualifizierte sie sich für einen Startplatz bei den Olympischen Sommerspielen und sie belegte im Juli in Paris hinter Julie Derron (Rang 2) als zweitbeste Schweizerin den 43. Rang.
Cathia Schär lebt in Mézières.

## Sportliche Erfolge
| Datum/Jahr    | Rang | Wettbewerb                                        | Austragungsort | Zeit     | Bemerkung                                                                                 |
| ------------- | ---- | ------------------------------------------------- | -------------- | -------- | ----------------------------------------------------------------------------------------- |
| 12. Juli 2025 | 28   | ITU World Championship Series 2025                | Hamburg        | 00:57:33 |                                                                                           |
| 17. Okt. 2024 | 4    | ITU Triathlon World Championship U23              | Torremolinos   | 01:57:30 | Weltmeisterschaft U23                                                                     |
| 5. Aug. 2024  | 7    | Olympische Sommerspiele 2024, Mixed Relay         | Paris          | 01:27:16 | in der gemischten Staffel mit Max Studer, Julie Derron und Sylvain Fridelance             |
| 31. Juli 2024 | 43   | Olympische Sommerspiele 2024                      | Paris          | 02:03:28 |                                                                                           |
| 14. Juli 2024 | 8    | ITU World Championship Series 2024                | Hamburg        | 00:56:00 |                                                                                           |
| 25. Mai 2024  | 31   | ITU World Championship Series 2024                | Cagliari       | 01:52:13 |                                                                                           |
| 6. Nov. 2022  | 16   | ITU World Championship Series 2022                | Bermuda        | 02:06:01 |                                                                                           |
| 14. Aug. 2022 | 3    | ETU Triathlon European Championship Mixed Relay   | München        | 01:26:19 | Europameisterschaft; gemischte Staffel; mit Julie Derron, Simon Westermann und Max Studer |
| 12. Aug. 2022 | 21   | ETU Triathlon European Championship               | München        | 01:57:03 | Europameisterschaft                                                                       |
| 7. Aug. 2022  | 1    | Schweizer Meisterschaften Triathlon Sprintdistanz | Nyon           | 01:04:51 |                                                                                           |
| 4. Juni 2022  | 2    | ETU Europe Triathlon Cup                          | Rzeszów        | 01:01:24 |                                                                                           |
| 27. Mai 2022  | 1    | ETU Triathlon European Championship U23           | Olsztyn        | 00:25:21 | U23-Europameisterschaft; Dritte in der Elite-Wertung                                      |
| 11. Aug. 2019 | 2    | Schweizer Meisterschaften Triathlon Juniorinnen   | Nyon           | 01:08:10 | hinter Anja Weber                                                                         |
| 25. Mai 2019  | 11   | Schweizer Meisterschaften Triathlon Sprintdistanz | Sion           | 01:00:05 | hinter Alissa König                                                                       |
| 1. Aug. 2018  | 12   | Schweizer Meisterschaften Triathlon Sprintdistanz | Seedorf        | 01:02:25 | hinter Nicola Spirig                                                                      |

(DNF – Did Not Finish)